# Дефне Самијели
Дефне Самијели (тур. Defne Samyeli; Истанбул, 1. јул 1972) турска је глумица, телевизијска водитељка, колумнисткиња и певачица.

## Биографија
Рођена је 1. јула 1972. у Истанбулу као прво дете адмирала Халука и менаџерке хотела Сендегул, која потиче из породице Рамазаногуларли из Адане. Године 1991. освојила је треће место на турском такмичењу лепоте.
Каријеру је започела као новинарка. Дипломирала је на Босфорском универзитету. Била је репортерка у главном информативном билетину Канала Д под вођством Тунџаја Озкана. Добитница је две међународне награде за своје другачије представљање вести. Била је колумнисткиња Milliyet, уредница и водитељка главног информативног билетина Шоу ТВ-а и списатељица новина Güneş. Од маја 2010. једно време је водила програм Defne Her şey Bambaşka на АТВ-у. Новине је напустила 3. јануара 2015.

## Филмографија

### Филм
- 2023: Prestij Meselesi

### Телевизијски програми
- 1991—1994: Salı Pazarı (Стар ТВ)
- 1992—1993: İyi Günler Türkiye (Стар ТВ)
- 1994: Pazar Show (Шоу ТВ)
- 1994—1995: Show'da Show (Шоу ТВ)
- 1996: Şakalamaca (Канал Д)
- 1996―1999: Defne Samyeli ile Gecenin İçinden (Канал Д)
- 1998: Defne Samyeli ile Flaş Haber (Канал Д)
- 1999—2002: Kanal D Ana Haber Bülteni Канал Д)
- 2002: Seçim 2002 (Шоу ТВ)
- 2002—2007: Show TV Ana Haber Bülteni (Шоу ТВ)
- 2004: Seçim 2004 (Шоу ТВ)
- 2006: Vizyon (Шоу ТВ)
- 2007: Seçim 2007 (Шоу ТВ)
- 2010: Herşey Bambaşka (ATВ)
- 2011: 45 Dakika (A Хабер)
- 2011: Söz Teması (A Хабер)

### Телевизијске серије
- 2013: Babam Sınıfta Kaldı (Фокс TВ)
- 2015—2016: Долина вукова (Канал Д)
- 2018: Истанбулска невеста (Стар ТВ)
- 2020: Hekimoğlu (Канал Д)
- 2020—2021: Sol Yanım (Стар ТВ)
- 2022—2023: Издаја (АТВ)

## Дискографија
- 1994 — Tek Başına[7]
- 2015 — Son Arzum[8]
- 2019 — Ağla Ağla[9]
- 2022 — Abidin

## Послови

### Новине
- 2000: Milliyet
- 2002—2009: Güneş
- 2013—2015: Milliyet

### Телевизијски канали
- 1991—1994: Стар ТВ
- 1994: Телеон TV
- 1994—1995: Шоу ТВ
- 1996—2002: Канал Д
- 2002—2007: Шоу ТВ
- 2010: АТВ
- 2011: A Хабер